# یوانا بادئا
یوانا بادئا (رومانیایی: Ioana Badea؛ زادهٔ ۲۲ مارس ۱۹۶۴) قایقران روئینگ اهل رومانی است.
وی در مسابقات کشوری و بین‌المللی در مجموع برندهٔ ۱ مدال طلا شده‌است.